# Лонг Бийч (Вашингтон)
Вижте пояснителната страница за други значения на Лонг Бийч.
Лонг Бийч (на английски: Long Beach) е град в окръг Пасифик, щата Вашингтон, САЩ. Лонг Бийч е с население от 1283 жители (2000) и обща площ от 3,3 km². Намира се на 15,2 m надморска височина. ЗИП кодът му е 98631, а телефонният му код е 360.